# Canción sin miedo

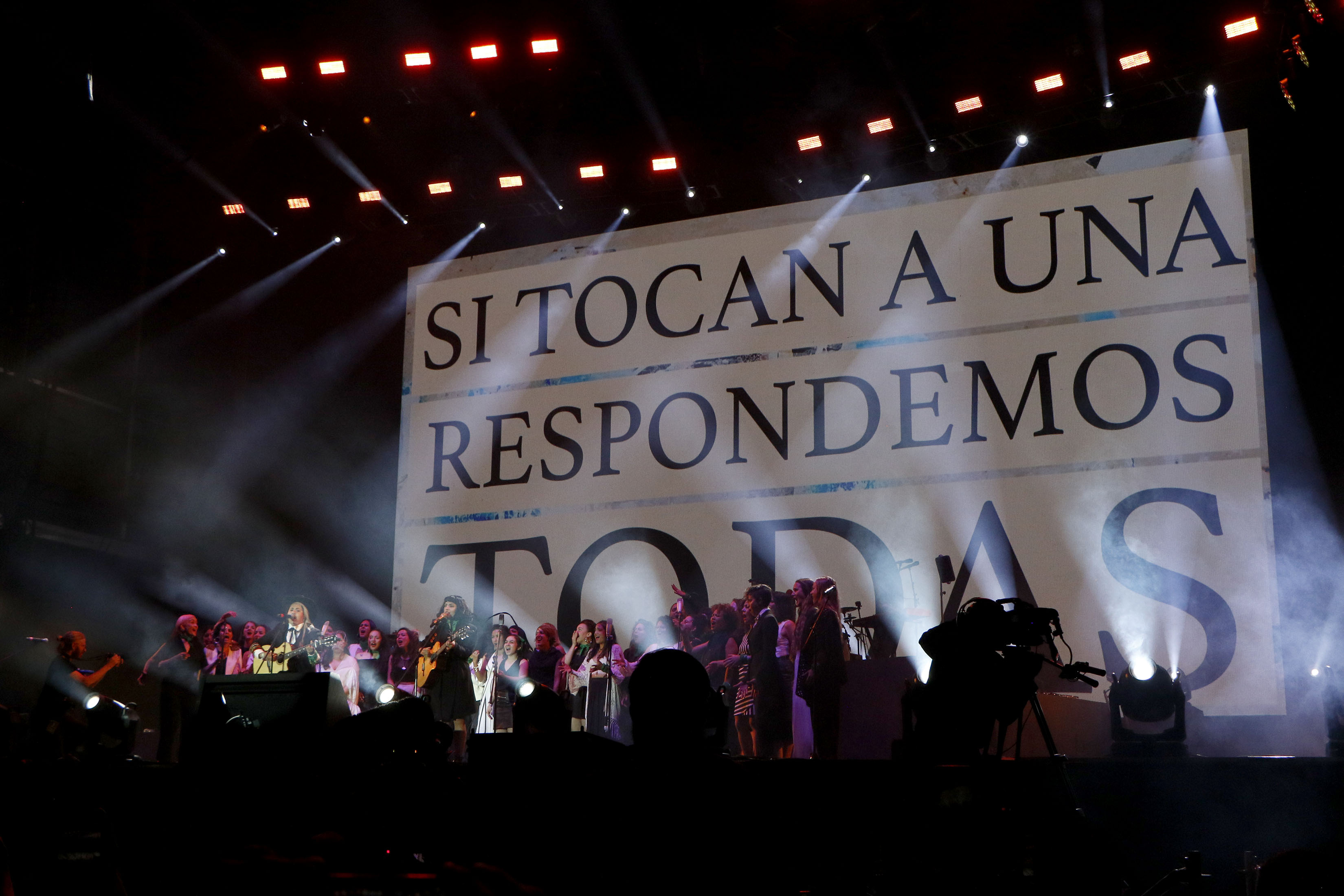
Concert du 7 mars 2020 sur la place du Zocalo lors de la présentation de Canción sin miedo

Canción sin miedo (« Chanson sans peur » en français) est un hymne féministe contre les féminicides et les violences faites aux femmes, composé par la chanteuse mexicaine Vivir Quintana.

## Genèse et composition
La chanson Canción Sin Miedo est composée par l'artiste mexicaine Vivir Quintana à la suite d'une commande de l'artiste chilienne Mon Laferte. Cette dernière demande à Vivir Quintana le 25 février 2020 de composer une chanson pour visibiliser le sujet des féminicides afin de l'interpréter sur la place du Zocalo le 7 mars 2020 la veille de la journée internationale des droits des femmes. Vivir Quintana indique qu'elle a composé la chanson le jour-même de la demande, en neuf heures,.
Canción Sin Miedo est lancée sur la chaîne Youtube de Vivir Quintana le 7 mars 2020, dans une interprétation avec le chœur El Palomar. La choriste chilienne Paz Court réalise l'arrangement vocal. Le même jour, Vivir Quintana, Mon Laferte et le chœur El Palomar l'interprète sur la place du Zocalo à Mexico. La chanson est ensuite reprise le lendemain lors des manifestations pour la journée des droits des femmes.
Vivir Quintana la transcrit également en langue Ayuujk, une variation de la langue Tlahuitoltepec de Oaxaca.

## Thématique
Canción Sin Miedo parle des femmes disparues, des féminicides et de la lutte des femmes qui les cherchent et demandent justice pour elles.  Elle appelle les femmes et l’État à agir, dans un pays où dix femmes mourraient chaque jour en raison de leur genre. Le journal mexicain Vanguardia qualifie la chanson d'« appel à la révolution des consciences ».

## Notoriété
Au lendemain de sa publication, la vidéo de la chanson cumule 250 000 vues et 330 000 vues au bout de deux jours. Elle est reprise dans toutes les manifestations féministes au Mexique et a été chantée notamment lors de l'occupation de la Commission nationale des droits humains.
Canción Sin Miedo est utilisée dans le documentaire Las tres muertes de Marisela Escobedo, sur l'assassinat de la militante mexicaine Marisela Escobedo Ortiz (en).
La notoriété de Canción Sin Miedo dépasse les frontières et est chantée dans toute l'Amérique Latine,, entre autres au Chili, en Argentine, en Colombie, au Pérou, en Equateur et au Honduras. En août 2020, un groupe de chiliennes interprète Canción Sin Miedo devant la Sagrada Familia. En septembre 2022, l'hymne est chantée en Équateur, à la suite du féminicide de l'avocate María Belén Bernal et est également diffusé lors de sa veillée funèbre,.
En mars 2021, un an après sa publication, la vidéo cumule plus de 8 millions de vues.